# Tejedores de ilusión
Tejedores de ilusión es una canción de la banda chilena La Ley. Fue lanzada en el segundo sencillo del disco homónimo de 1993.

## Vídeo musical
El vídeo musical de Tejedores de ilusión fue filmado en Farellones, estrenado en 1993 y fue subido al canal WarnerMusicMexico en YouTube el 31 de mayo de 2008.

## Uso en la cultura popular
Tejedores de ilusión fue utilizado en un comercial de Pepsi en 1994.
La canción fue usada como tema principal en el programa de televisión de Canal 13 Yo amo los '90 en 2014, que trata sobre una serie de documentales de aquella época. Conducido por Aldo Schiappacasse.
También fue usada como cortina musical para presentar al exfutbolista y comentarista deportivo chileno Eduardo Bonvallet en sus programas de TV, ya que sentía que la letra de la canción lo caracterizaba.
Actualmente es utilizada en un comercial del Banco BCI donde se hace referencia al deporte chileno.

## Créditos y personal
- Beto Cuevas - Voz
- Andrés Bobe - Guitarras
- Luciano Rojas - Bajo
- Mauricio Clavería - Batería